# Rina Ketty
Rina Ketty  (Sarzana, Italia, 1 de marzo de 1911-Cannes, Francia, 23 de diciembre de 1996), también conocida como Cesarina Pichetto, fue una cantante francesa de origen italiano con destacada actuación en Francia entre las dos guerras mundiales.

## Vida y carrera
Se estableció en París hacia 1930 y se inició en el Lapin Agile de Montmartre como cantante de cabaret. Se hizo famosa con la canción "J'attendrai" pero su carrera fue interrumpida durante la Segunda Guerra Mundial. Y no fue hasta 1945 cuando pudo continuar su trayectoria en el cabaret L'Alhambra. En 1954 se estableció en Quebec y luego regresó a Francia en 1965. En 1991 fue condecorada con la Legión de Honor. Sus canciones fueron revividas por Dalida y Gloria Lasso. 

### Fallecimiento
Murió a la edad de 85 años en el Hospital de Broussailles en Cannes el 23 de diciembre de 1996.